# Эскианхор
Эскианхор (встречается написание Эски-Анхор и Эски-анхор; узб. Eski Angor, Eski Anhor, Эски Ангор, Эски Анҳор; узб. eski — «старый», anhor — «большой оросительный канал») — магистральный ирригационный канал в Самаркандской и Кашкадарьинской областях Узбекистана. Связывает реки Зеравшан и Кашкадарья.

## Описание
Длина канала равна 184 км, расход воды в голове — 45—48 м³/с. Перепад высот между начальным и концевым участками течения составляет около 300 м. Эскианхор подпитывает маловодную долину Кашкадарьи за счёт вод Зеравшана.
Относится к древним каналам, в 1954 году реконструирован.